# Dynastie Massassi
La dynastie Massassi ou Masasi désigne la lignée de souverains bambaras ayant régné sur le royaume de Kaarta, dans l'actuel Mali, du milieu du XVIIe siècle au milieu du XIXe siècle.
Fondée par Massa Coulibaly vers 1650, son histoire est marquée par les rivalités avec le royaume frère de Ségou et l'alternance périodes de prospérité, de déclin et de reconquête. La dynastie atteint son apogée entre 1761 et 1788, sous le règne de Sira Bo Coulibaly. Elle s’éteint en 1854 avec l'annexion du royaume au califat musulman d'Oumar Tall, qui exécute ses derniers représentants.

## Histoire

### Établissement
La dynastie Massani tire son nom de son fondateur Massa, un descendant de la lignée Coulibaly de dirigeants bambaras — tout comme les premiers dirigeants de l’État bambara rival de Ségou — qui règne de 1650 à 1710. Massa étend son territoire et son influence durant un règne long de 60 ans, jusqu'à fonder le royaume de Kaarta autour de la partie centrale du fleuve Niger et établissant sa capitale dans une localité nommée Diangounté, à peu près à la même époque où Kaladjan Coulibaly établit le royaume de Ségou entre les fleuves Niger et Sénégal.
Après la mort du roi Massa en 1710, son fils Bénéfali lui succède et développe le territoire mais doit défendre Kaarta contre les incursions du nouveau dirigeant de Ségou, Mamary Coulibaly (1712–1755). Ce dernier réussit à s'emparer du royaume originel de Kaarta, qu'il détruit en 1754, mettant fin au règne de Foula Koro qui a succédé à son père Bénéfali en 1745. Foula Kouro meurt en captivité.

### Second royaume
Un second royaume de Kaarta est alors fondé, plus à l’ouest, près de la ville Koumbi, par Sey Bamana Coulibaly. Son frère Deniba Bo qui lui succède en 1758, renoue avec une existence plus nomade, accumulant les richesses grâce aux pillages de petits royaumes Bambouk, Khassonké et du Bélédougou.
C'est le successeur de ce dernier, Sira Bo Coulibaly qui, arrivé au pouvoir en 1761, réinstalle les Bambaras dans le sédentarisme et étend notablement les frontières du royaume Kaarta, annexant la moitié du Bakhounou et la province de Guidioumé, s'emparant de l'opulente ville de Kita ainsi que des localités tributaires dans le Bélédougou et le Khasso. Il établit sa capitale à Diangounté et soumet plusieurs groupes locaux, notamment les Soninké et les Diawara dont les tributs enrichissent le royaume, qui émerge alors pour la première fois comme une réelle puissance régionale. 
Le règne de Sira Bo est suivi en 1788 par celui de Dessé Koro, qui est défait en 1794 par le roi de Ségou, Monzon Diarra. Kaarta est alors démolie c'est sur un royaume affaibli que règnent les dirigeants suivants, Dessé Koro, son frère Moussa Kourabo, N'tin Koro et Shakaba qui reprennent les razzias dans les régions voisines. À partir de 1818, sous le règne de Bodian Moriba qui a accédé au pourvoir trois ans plus tôt, le royaume Kaarta reconquiert une grande partie de ses anciens territoires et la capitale est déplacée à Nioro. En outre, Bodian Moriba réussi à mettre un terme à trente ans de conflit avec le royaume de Ségou, en concluant la paix avec le roi Da Diara.

### Chute
Au règne prospère de Bodian Moriba succède celui de Garan, qui règne de 1832 à 1844. La dynastie Massassi disparaît peu après, lorsque le dernier dirigeant Massassi, Mamady Kandian est tué en 1854 à l'occasion du djihad du chef de guerre toucouleur Oumar Tall , qui renverse le royaume de Kaarta et l’intègre à son califat musulman en 1856.

## Liste dynastique
- Massa, de 1650 à 1710
- Bénéfali, de 1710 à 1745
- Foula Koro, de 1745 à 1754
- Sey Bamana Coulibaly (ou Sébamana), de 1754 à 1758
- Deniba Bo, de 1758 à 1761
- Sira Bo Coulibaly, de 1761 à 1788
- Dessé Koro, de 1788 à 1799
- Moussa Kourabo, de 1799 à 1808
- N'tin Koro, de 1808 à 1811
- Shakara, de 1811 à 1815
- Bodian Moriba, de 1815 à 1832
- Garan, de 1832 à 1843
- Mamady Kandjan, de 1843 à 1854